# Мексикано-эквадорские отношения
Мексикано-эквадорские отношения — двусторонние дипломатические отношения между Мексикой и Эквадором. 5 апреля 2024 отношения двух стран были разорваны по инициативе мексиканской стороны.

## История
Эквадор и Мексика имеют общую историю, так как входили в состав Испанской империи. В 1819 году Эквадор стал частью Великой Колумбии (в состав которой входили современная Колумбия, Эквадор, Панама и Венесуэла). В июне 1830 года Мексика установила дипломатические отношения с Эквадором после распада Великой Колумбии. В 1837 году Мексика открыла консульство в Гуаякиле, которое стало первой дипломатической миссией этой страны в Южной Америке.
В 1970-х годах дипломатические отношения между двумя странами начали стремительно развиваться. В 1974 году президент Мексики Луис Эчеверриа совершил государственный визит в Эквадор, где провёл встречу с президентом страны Гильермо Родригесом. Президенты обеих стран подписали несколько соглашений об экономическом, научном и культурном сотрудничестве. С тех пор были осуществлены многочисленные визиты на высшем уровне между лидерами Мексики и Эквадора.
В течение нескольких лет Мексика депортировала граждан Эквадора, которые без документов пытались пересечь территорию страны для того, чтобы попасть в Соединённые Штаты Америки. С 2006 года наркоторговцы и центральноамериканские преступные группировки активизировались в нападении на мигрантов, проходящих через территорию Мексики. В ответ Эквадор и Мексика стали сотрудничать в целях обеспечения более эффективной защиты и консульской поддержки сотен эквадорских мигрантов, которые каждый год приезжают в эту страну.

### Разрыв отношений в 2024 году
3 апреля 2024 года президент Мексики Лопес Обрадор во время своих ежедневных брифингов для прессы (mañaneras) упомянул Эквадор, намекнув, что на выборах 2023 года в Эквадоре произошли фальсификации. В ответ правительство Эквадора выслало посла Мексики в Эквадоре. 5 апреля 2024 года сотрудники эквадорской полиции ворвались в посольство Мексики в Кито, и арестовали Хорхе Гласа. В ответ президент Мексики Лопес Обрадор попросил Секретариат иностранных дел разорвать отношения с Эквадором.

## Торговля
В 2017 году объём товарооборота между странами составил сумму чуть более 760 млн. долларов США. Экспорт Мексики в Эквадор: телевизоры, автомобили, лекарства, тракторы и мобильные телефоны. Экспорт Эквадора в Мексику: какао, пальмовое масло, древесина и рыбные продукты. Эквадор является одиннадцатым крупнейшим торговым партнером Мексики, а Мексика является шестым крупнейшим торговым партнером Эквадора. В 2011 году мексиканские компании инвестировали более 2 млрд. долларов США в экономику Эквадора, а эквадорские компании инвестировали в экономику Мексики 8 млн. долларов США.